# Mittelsteinbach (Lindlar)
Der Weiler Mittelsteinbach mit etwa 30 Einwohnern ist ein Ortsteil der Gemeinde Lindlar, Oberbergischen Kreis im Regierungsbezirk Köln in Nordrhein-Westfalen (Deutschland).

## Lage und Beschreibung
Mittelsteinbach liegt nordwestlich von Lindlar an der Landesstraße 129. Nachbarortschaften sind Obersteinbach, Kurtenbach, Oberkotten und Untersteinbach.

## Geschichte
1318 wurde Steinbach das erste Mal urkundlich als stenbeche erwähnt.